# Радиотелецентр РТРС в Республике Хакасия
Радиотелевизионный передающий центр Республики Хакасия (филиал РТРС «РТПЦ Республики Хакасия») — структурное подразделение Российской телевизионной и радиовещательной сети (РТРС), основной оператор эфирного цифрового и аналогового телевизионного вещания и радиовещания в Республике Хакасия, исполнитель мероприятий по строительству цифровой эфирной телесети в Республике Хакасия в соответствии с федеральной целевой программой «Развитие телерадиовещания в Российской федерации на 2009—2018 годы».
Хакасский филиал РТРС обеспечивает эфирную трансляцию 20-ти общедоступных цифровых телеканалов, входящих в состав первого и второго пакетов телеканалов цифрового эфирного телевидения в стандарте DVB-T2 для 98,8 % жителей республики.
До перехода на цифровое эфирное телевидение в районах республики можно было принимать в среднем три аналоговых телеканала.

## История
1 мая 1938 года в областном центре Хакасской автономной области Красноярского края, в городе Абакане, начала работу широковещательная радиостанция. Местные жители впервые получили возможность слушать радио. Радиостанция находилась на том же месте, что и сегодня, на берегу реки Абакан по улице Нагорная в районе Никольской церкви.
В середине 50-х годов двадцатого столетия началось создание телевизионных центров в крупных городах страны. Хакасскому областному управлению связи были поручены работы по созданию телецентра в Абакане. 1 февраля 1959 года строительство Абаканского телевизионного центра по улице Аскизская и телебашни высотой 50 метров завершилось.
8 февраля 1959 года в Абакане впервые состоялась первая телевизионная трансляция показом черно-белого художественного фильма «Дело было в Пенькове». Смотреть телевизионные передачи могли только жители Абакана и близлежащих населенных пунктов.
14 марта 1961 года на базе выделенного из филиала Дирекции радиотрансляционной сети (ДРТС) телецентра и средневолновой радиостанции образован Абаканский телевизионный центр.
Эта дата считается днем рождения «Радиотелевизионного передающего центра Республики Хакасия».
В 1965 году в Абакане введён в эксплуатацию программный телецентр, транслировавший одну телевизионную программу и две радиовещательных. На улице Вяткина разместилась телевизионная башня высотой 180 метров и аппаратно-студийный комплекс местной студии телевидения.
В том же году началось массовое строительство ретрансляторов в Хакасии. В результате к концу 1973 года действовали 18 ретрансляторов.
В 1967 году введен в эксплуатацию передатчик «Дождь-2» для трансляции радиопередач «Первой программы Всесоюзного радио» и радиостанции «Маяк».
В 1970 году введена в эксплуатацию приемная станция «Орбита» для организации трансляции программ Центрального телевидения СССР. Ее оснастили параболической антенной, установленной на опорно-поворотном устройстве. «Орбита» принимала сигналы с космического спутника «Молния-1».
В 1972 году, в результате модернизации приемной станции «Орбита», телевидение стало цветным.
С 1979 года с вводом системы вещания с геостационарного спутника связи прямого телевещания «Экран» телевидение пришло в малые и самые отдаленные населенные пункты. В течение 1979—1982 годов развернута сеть из более 150 приемопередающих станций для трансляции Первой программы ЦТ. Возможность смотреть телевидение появилась у более 99 % жителей хакасской автономной области.
В феврале 1980 года началась трансляция двух телевизионных программ Центрального Телевидения СССР (ЦТ): Первой программы ЦТ, Второй программы ЦТ.
В 1982 году запущен геостационарный спутник «Горизонт». При использовании земных приёмных спутниковых станций была развернута сеть почти из 70 станций для трансляции Второй программы ЦТ.
В 1990-х годах введены в эксплуатацию передатчики для трансляции телеканала Культура в Абакане, Аскизе, Полтаково, Сонском, Сорске, Черемушках.
Активно развивалось региональное вещание коммерческих телерадиокомпаний.
13 ноября 1998 года Радиотелевизионный передающий центр Республики Хакасия реорганизован в филиал ВГТРК «Радиотелевизионный передающий центр Республики Хакасия».
В 2000-х годах введены в эксплуатацию передатчики для трансляции телеканалов Культура, НТВ, ТВ Центр, Спорт, Петербург-5канал.
В 2001 году Радиотелевизионный центр Республики Хакасия вошел в состав РТРС, единого оператора эфирного телерадиовещания, образованного Указом Президента Российской Федерации от 13 августа 2001 № 1031 и объединившего 77 республиканских, краевых и областных радиотелепередающих центров страны.
В 2003 году на горе Гладенькая Хребта Алан на высоте 1804 метра над уровнем моря введён в эксплуатацию передатчик для трансляции радиоканала «Радио России» с вставками региональных программ «Радио Хакасии». Он охватил радиовещанием Саяногорск, Бейский и Алтайский районы.
В 2006 году заменил ламповые телевизионные передатчики, введённые в эксплуатацию ещё в 60-70-е годы, на твердотельные. Аналоговые спутниковые приёмники заменили на цифровые тюнеры.

## Деятельность
3 декабря 2009 года Постановлением Правительства Российской Федерации № 985 утверждена Федеральная целевая программа «Развитие телевизионного вещания в Российской Федерации на 2009—2018 годы».
Республика Хакасия вошла в число первых 12 регионов строительства станций цифрового эфирного вещания первого мультиплекса федеральных телеканалов.
9 марта 2010 года Распоряжением Председателя Правительства Республики Хакасия № 46-рп создана Рабочая группа по координированию вопросов строительства сети цифрового телевизионного вещания в Республике Хакасия.
В сентябре 2010 года началось строительство телевизионной сети из 63 станций цифрового эфирного телевизионного вещания.
В декабре 2010 года первыми цифровое телевидение увидели жители Абакана, Абазы, Саяногорска и Копьёво.
В 2011 году все 63 станции были введены в эксплуатацию. Цифровое вещание осуществлялось в формате DVB-T.
С 2012 года осуществлен переход на формат цифрового эфирного вещания DVB-T2.
В 2016 году построено еще 25 станций сети цифрового эфирного вещания. В регионе завершено строительство сети цифрового эфирного вещания первого мультиплекса.
Сеть из 88 станций цифрового эфирного вещания охватила сигналом первого мультиплекса 98,8 % жителей республики.
В состав первого мультиплекса вошли 10 телеканалов и 3 радиоканала: Первый канал, Россия 1, Матч ТВ, НТВ, Пятый канал, Россия К, Россия 24, Карусель, ОТР, ТВ Центр и Вести ФМ, Маяк, Радио России.
В 2017 году в Хакасии дан старт региональному цифровому вещанию. Началась трансляция программ ГТРК «Хакасия» в составе первого мультиплекса на каналах Россия-1, Россия-24 и Радио России.
В 2018 году введен в эксплуатацию второй мультиплекс.
В состав второго мультиплекса вошли: Рен ТВ, Спас, СТС, Домашний, ТВ-3, Пятница!, Звезда, МИР, ТНТ и Муз ТВ.
План отключения аналогового телевидения в России утвержден решением Правительственной комиссии по развитию телерадиовещания от 29 ноября 2018 года.
3 июня 2019 года трансляция федеральных каналов в аналоговом формате в Республике Хакасия прекратилась.
В аналоговом формате продолжили вещание региональные и муниципальные телеканалы и радиоканалы.
Развитие радиовещания: сеть ВГТРК
Хакасский филиал РТРС создал в регионе сеть вещания в FM-диапазоне радиостанций «Радио России», «Маяк» и «Вести ФМ». Это часть совместной программы РТРС и ВГТРК по развитию радиовещания. В 2017—2020 годах в 16-ти населенных пунктах начата трансляция «Радио России» в FM-диапазоне, в Абакане — «Радио России», «Маяк» и «Вести FM».

## Организация вещания
РТРС транслирует в Республике Хакасия:
- в цифровом формате: 20 телеканалов и 3 радиоканала,
- в аналоговом формате: 3 региональных телеканала, 3 региональных радиоканала и 19 федеральных радиоканалов с региональными врезками ГТРК.

Инфраструктура эфирного телевещания РТРС в Республике Хакасия включает:
- 90 радиотелевизионных станций,
- земную станцию спутниковой связи.

## Директор
Директор филиала — Виктор Владимирович Зукол.
Прежде директором был Николай Николаевич Гребенщиков, «Почетный радист СССР». Награжден медалью орденом «За заслуги перед Отечеством II степени», медалью ордена «За заслуги перед Отечеством" II и I степени», почетной грамотой Министерства связи и массовых коммуникаций РФ, знаком Профсоюза работников связи России «За развитие социального партнерства».   